# Вивьяни, Элена
Элена Вивьяни (итал. Elena Viviani; 10 октября 1992, Сондало) — итальянская конькобежка, специализирующаяся в шорт-треке, бронзовый призёр Олимпийских игр 2014 года, неоднократная призёр чемпионатов мира и Европы.

## Спортивная карьера
Элена Вивьяни начинала кататься в лыжных гонках, в возрасте 6-ти лет встала на коньки в Бормио."Это был новый вид спорта, и я была заинтересована в нем. Я люблю скорость и стараюсь ехать все быстрее и быстрее. Шорт-трек-такой динамичный, непредсказуемый вид спорта" - говорила она. В 2005 году заняла второе место на кубке Санта Клауса, где впервые участвовала среди младших девочек. В 2007 году выиграла серебро на чемпионате Италии среди юниоров, через год получила травму лодыжки и пропустила около месяца тренировок. В 2009 году впервые была приглашена в сборную Италии, и стала выступать на кубке мира, а также выиграла золотую медаль в эстафете на юниорском чемпионате мира в Шербруке.
В 2010 году в составе сборной Италии заняла третье место на командном чемпионате мира в Бормио, проходившем на родине спортсменки. Через год в течение января и февраля выиграла эстафету на чемпионате Европы в Херенвене и второй раз стала чемпионкой мира в эстафете на домашнем чемпионате мира среди юниоров в Курмайоре. На следующий год на европейском  чемпионате Европы в Млада-Болеславе с командой выиграла серебро в эстафете.. В 2014 году на Олимпийских играх в Сочи в составе эстафетной команды выиграла бронзовые награды в эстафетном заезде, пропустив вперед сборные Южной Кореи и Канады. В марте заняла 3-е место в многоборье на национальном чемпионате и стала 3-й в эстафетной команде на этапе кубка мира в Канаде.
В 2015 году Элена на чемпионате Европы заняла 20-е место в общем зачёте, а на мире 19-е место на этапе кубка мира в Москве получила бронзу эстафеты. В 2016 году выиграла чемпионат Италии, следом участвовала на чемпионате Европы в Сочи и в эстафете помогла команде завоевать бронзу, а в индивидуальном зачёте заняла 10-е место, в феврале в эстафетной команде одержала две победы на кубке мира в Дрездене и Дордрехте. Через год выиграла золото на Всемирных военных играх в Сочи, а в ноябре на этапе кубка мира в Шанхае взяла бронзу в эстафете. На последних двух чемпионатах Италии 2018 и 2019 годов занимала 5-е место в общем зачёте и продолжала выступать на этапах кубка мира. В сезоне 2020/21 года участвовала только в национальных турнирах.
Параллельно с занятиями спортом служит в полиции.

## Лучшие результаты в отдельных дисциплинах шорт-трека
- 500 метров — 44.336 (2010)
- 1000 метров — 1:32.186 (2012)
- 1500 метров — 2:31.165 (2013)
- 3000 метров — 5:36.436 (2010)[4]